# Seven de Francia 2017
El Seven de Francia 2017 fue la segunda edición del torneo masculino de rugby 7 y la novena etapa de la Serie Mundial de Rugby 7 2016-17. Se realizó durante los días 13 y 14 de mayo de 2017 en el Stade Jean-Bouin de París (Francia).
Sudáfrica venció a Escocia en la final por 15 a 5 y también es el campeón de la temporada.

## Formato
Se dividen en cuatro grupos de cuatro equipos, cada grupo se resuelve con el sistema de todos contra todos a una sola ronda; la victoria otorga 3 puntos, el empate 2 y la derrota 1 punto.
Los dos equipos con más puntos en cada grupo avanzan a cuartos de final de la Copa de Oro. Los cuatro ganadores avanzan a semifinales de la Copa de Oro, y los cuatro perdedores a semifinales de la Copa de Plata.
Los dos equipos con menos puntos en cada grupo avanzan a cuartos de final de la Copa de Bronce. Los cuatro ganadores avanzan a semifinales de la Copa de Bronce, y los cuatro perdedores a semifinales de la Copa Shield.

## Equipos participantes
Como selección invitada se suma España, selección que logró el ascenso para la próxima temporada.
| - Argentina - Australia - Canadá - Escocia | - España - Estados Unidos - Fiyi - Francia | - Gales - Inglaterra - Japón - Kenia | - Nueva Zelanda - Rusia - Samoa - Sudáfrica |

## Fase de grupos
- Todos los horarios corresponden al huso horario local: UTC+1.[4]

### Grupo A
| Pos | Países    | Pts | Partidos | Partidos | Partidos | Partidos | Tantos | Tantos | Tantos |
| Pos | Países    | Pts | J        | G        | E        | P        | PF     | PC     | DP     |
| --- | --------- | --- | -------- | -------- | -------- | -------- | ------ | ------ | ------ |
| 1   | Escocia   | 9   | 3        | 3        | 0        | 0        | 76     | 45     | 31     |
| 2   | Sudáfrica | 7   | 3        | 2        | 0        | 1        | 78     | 31     | 47     |
| 3   | Canadá    | 5   | 3        | 1        | 0        | 2        | 47     | 64     | -17    |
| 4   | Japón     | 3   | 3        | 0        | 0        | 3        | 26     | 87     | -61    |

|  | Avanzan a cuartos de final. |

#### Resultados
| 13 de mayo, 11:28 | Sudáfrica | 12 - 19 | Escocia | Stade Jean-Bouin, París |  |
|                   |           | Reporte |         |                         |  |

| 13 de mayo, 11:50 | Canadá | 21 - 7  | Japón | Stade Jean-Bouin, París |  |
|                   |        | Reporte |       |                         |  |

| 13 de mayo, 14:54 | Sudáfrica | 35 - 5  | Japón | Stade Jean-Bouin, París |  |
|                   |           | Reporte |       |                         |  |

| 13 de mayo, 15:16 | Canadá | 19 - 26 | Escocia | Stade Jean-Bouin, París |  |
|                   |        | Reporte |         |                         |  |

| 13 de mayo, 18:20 | Escocia | 31 - 14 | Japón | Stade Jean-Bouin, París |  |
|                   |         | Reporte |       |                         |  |

| 13 de mayo, 18:42 | Canadá | 7 - 31  | Sudáfrica | Stade Jean-Bouin, París |  |
|                   |        | Reporte |           |                         |  |

### Grupo B
| Pos | Países         | Pts | Partidos | Partidos | Partidos | Partidos | Tantos | Tantos | Tantos |
| Pos | Países         | Pts | J        | G        | E        | P        | PF     | PC     | DP     |
| --- | -------------- | --- | -------- | -------- | -------- | -------- | ------ | ------ | ------ |
| 1   | Nueva Zelanda  | 9   | 3        | 3        | 0        | 0        | 74     | 35     | 39     |
| 2   | Estados Unidos | 7   | 3        | 2        | 0        | 1        | 78     | 60     | 18     |
| 3   | Gales          | 5   | 3        | 1        | 0        | 2        | 68     | 92     | -24    |
| 4   | Argentina      | 3   | 3        | 0        | 0        | 3        | 61     | 94     | -33    |

|  | Avanzan a cuartos de final. |

#### Resultados
| 13 de mayo, 10:44 | Nueva Zelanda | 26 - 7  | Gales | Stade Jean-Bouin, París |  |
|                   |               | Reporte |       |                         |  |

| 13 de mayo, 11:06 | Estados Unidos | 26 - 19 | Argentina | Stade Jean-Bouin, París |  |
|                   |                | Reporte |           |                         |  |

| 13 de mayo, 14:10 | Nueva Zelanda | 21 - 14 | Argentina | Stade Jean-Bouin, París |  |
|                   |               | Reporte |           |                         |  |

| 13 de mayo, 14:32 | Estados Unidos | 38 - 14 | Gales | Stade Jean-Bouin, París |  |
|                   |                | Reporte |       |                         |  |

| 13 de mayo, 17:36 | Gales | 47 - 28 | Argentina | Stade Jean-Bouin, París |  |
|                   |       | Reporte |           |                         |  |

| 13 de mayo, 17:58 | Estados Unidos | 14 - 27 | Nueva Zelanda | Stade Jean-Bouin, París |  |
|                   |                | Reporte |               |                         |  |

### Grupo C
| Pos | Países     | Pts | Partidos | Partidos | Partidos | Partidos | Tantos | Tantos | Tantos |
| Pos | Países     | Pts | J        | G        | E        | P        | PF     | PC     | DP     |
| --- | ---------- | --- | -------- | -------- | -------- | -------- | ------ | ------ | ------ |
| 1   | Inglaterra | 8   | 3        | 2        | 1        | 0        | 67     | 19     | 48     |
| 2   | Francia    | 7   | 3        | 2        | 0        | 1        | 60     | 38     | 22     |
| 3   | Kenia      | 6   | 3        | 1        | 1        | 1        | 52     | 46     | 6      |
| 4   | España     | 3   | 3        | 0        | 0        | 3        | 14     | 90     | -76    |

|  | Avanzan a cuartos de final. |

#### Resultados
| 13 de mayo, 12:12 | Kenia | 14 - 20 | Francia | Stade Jean-Bouin, París |  |
|                   |       | Reporte |         |                         |  |

| 13 de mayo, 12:34 | Inglaterra | 31 - 0  | España | Stade Jean-Bouin, París |  |
|                   |            | Reporte |        |                         |  |

| 13 de mayo, 15:38 | Kenia | 26 - 14 | España | Stade Jean-Bouin, París |  |
|                   |       | Reporte |        |                         |  |

| 13 de mayo, 16:00 | Inglaterra | 24 - 7  | Francia | Stade Jean-Bouin, París |  |
|                   |            | Reporte |         |                         |  |

| 13 de mayo, 19:04 | Francia | 33 - 0  | España | Stade Jean-Bouin, París |  |
|                   |         | Reporte |        |                         |  |

| 13 de mayo, 19:26 | Inglaterra | 12 - 12 | Kenia | Stade Jean-Bouin, París |  |
|                   |            | Reporte |       |                         |  |

### Grupo D
| Pos | Países    | Pts | Partidos | Partidos | Partidos | Partidos | Tantos | Tantos | Tantos |
| Pos | Países    | Pts | J        | G        | E        | P        | PF     | PC     | DP     |
| --- | --------- | --- | -------- | -------- | -------- | -------- | ------ | ------ | ------ |
| 1   | Samoa     | 8   | 3        | 2        | 1        | 0        | 59     | 50     | 9      |
| 2   | Fiyi      | 7   | 3        | 2        | 0        | 1        | 102    | 33     | 69     |
| 3   | Australia | 5   | 3        | 1        | 0        | 2        | 47     | 64     | -17    |
| 4   | Rusia     | 4   | 3        | 0        | 1        | 2        | 31     | 92     | -61    |

|  | Avanzan a cuartos de final. |

#### Resultados
| 13 de mayo, 10:00 | Fiyi | 17 - 19 | Samoa | Stade Jean-Bouin, París |  |
|                   |      | Reporte |       |                         |  |

| 13 de mayo, 10:22 | Australia | 19 - 12 | Rusia | Stade Jean-Bouin, París |  |
|                   |           | Reporte |       |                         |  |

| 13 de mayo, 13:26 | Fiyi | 54 - 0  | Rusia | Stade Jean-Bouin, París |  |
|                   |      | Reporte |       |                         |  |

| 13 de mayo, 13:48 | Australia | 14 - 21 | Samoa | Stade Jean-Bouin, París |  |
|                   |           | Reporte |       |                         |  |

| 13 de mayo, 16:52 | Samoa | 19 - 19 | Rusia | Stade Jean-Bouin, París |  |
|                   |       | Reporte |       |                         |  |

| 13 de mayo, 17:14 | Australia | 14 - 31 | Fiyi | Stade Jean-Bouin, París |  |
|                   |           | Reporte |      |                         |  |

## Etapa eliminatoria

### Copa de oro
|  | Cuartos de final | Cuartos de final | Cuartos de final |               |           | Semifinales | Semifinales | Semifinales |            |              | Copa de oro   | Copa de oro   | Copa de oro |  |
|  |                  |                  |                  |               |           |             |             |             |            |              |               |               |             |  |
|  |                  |                  |                  |               |           |             |             |             |            |              |               |               |             |  |
|  | Escocia          | Escocia          | 24               |               |           |             |             |             |            |              |               |               |             |  |
|  | Escocia          | Escocia          | 24               |               |           |             |             |             |            |              |               |               |             |  |
|  | Fiyi             | Fiyi             | 0                |               |           |             |             |             |            |              |               |               |             |  |
|  | Fiyi             | Fiyi             | 0                |               | Escocia   | Escocia     | 19          |             |            |              |               |               |             |  |
|  |                  |                  |                  |               | Escocia   | Escocia     | 19          |             |            |              |               |               |             |  |
|  |                  |                  | Inglaterra       | Inglaterra    | 17        |             |             |             |            |              |               |               |             |  |
|  | Inglaterra       | Inglaterra       | Inglaterra       | Inglaterra    | 17        | 26          |             |             |            |              |               |               |             |  |
|  | Inglaterra       | Inglaterra       |                  |               |           |             |             |             |            |              |               |               |             |  |
|  | Estados Unidos   | Estados Unidos   | 12               |               |           |             |             |             |            |              |               |               |             |  |
|  | Estados Unidos   | Estados Unidos   | 12               |               |           |             |             |             |            | Escocia      | Escocia       | 5             |             |  |
|  |                  |                  |                  |               |           |             |             |             |            | Escocia      | Escocia       | 5             |             |  |
|  |                  |                  | Sudáfrica        | Sudáfrica     | 15        |             |             |             |            |              |               |               |             |  |
|  | Samoa            | Samoa            | Sudáfrica        | Sudáfrica     | 15        | 0           |             |             |            |              |               |               |             |  |
|  | Samoa            | Samoa            |                  |               |           |             |             |             |            |              |               |               |             |  |
|  | Sudáfrica        | Sudáfrica        | 12               |               |           |             |             |             |            |              |               |               |             |  |
|  | Sudáfrica        | Sudáfrica        | 12               |               | Sudáfrica | Sudáfrica   | 26          |             |            | Tercer lugar | Tercer lugar  | Tercer lugar  |             |  |
|  |                  |                  |                  |               | Sudáfrica | Sudáfrica   | 26          |             |            | Tercer lugar | Tercer lugar  | Tercer lugar  |             |  |
|  |                  |                  | Nueva Zelanda    | Nueva Zelanda | 5         |             |             |             |            |              |               |               |             |  |
|  | Nueva Zelanda    | Nueva Zelanda    | Nueva Zelanda    | Nueva Zelanda | 5         | 14          |             |             | Inglaterra | Inglaterra   | 5             |               |             |  |
|  | Nueva Zelanda    | Nueva Zelanda    |                  |               |           |             |             |             | Inglaterra | Inglaterra   | 5             |               |             |  |
|  | Francia          | Francia          | 0                |               |           |             |             |             |            |              | Nueva Zelanda | Nueva Zelanda | 12          |  |
|  | Francia          | Francia          | 0                |               |           |             |             |             |            |              | Nueva Zelanda | Nueva Zelanda | 12          |  |
|  |                  |                  |                  |               |           |             |             |             |            |              |               |               |             |  |

#### Cuartos de final
| 14 de mayo, 10:28 | Escocia | 24 - 0  | Fiyi | Stade Jean-Bouin, París |  |
|                   |         | Reporte |      |                         |  |

| 14 de mayo, 10:50 | Inglaterra | 26 - 12 | Estados Unidos | Stade Jean-Bouin, París |  |
|                   |            | Reporte |                |                         |  |

| 14 de mayo, 11:12 | Samoa | 0 - 12  | Sudáfrica | Stade Jean-Bouin, París |  |
|                   |       | Reporte |           |                         |  |

| 14 de mayo, 11:34 | Nueva Zelanda | 14 - 0  | Francia | Stade Jean-Bouin, París |  |
|                   |               | Reporte |         |                         |  |

#### Semifinales
| 14 de mayo, 14:18 | Escocia | 19 - 17 | Inglaterra | Stade Jean-Bouin, París |  |
|                   |         | Reporte |            |                         |  |

| 14 de mayo, 14:40 | Sudáfrica | 26 - 5  | Nueva Zelanda | Stade Jean-Bouin, París |  |
|                   |           | Reporte |               |                         |  |

#### Tercer puesto
| 14 de mayo, 17:08 | Inglaterra | 5 - 12  | Nueva Zelanda | Stade Jean-Bouin, París |  |
|                   |            | Reporte |               |                         |  |

#### Final
| 14 de mayo, 17:33 | Escocia | 5 - 15  | Sudáfrica | Stade Jean-Bouin, París |  |
|                   |         | Reporte |           |                         |  |

| Bandera de Sudáfrica   |
| Campeón Sudáfrica      |
| 5º título del circuito |

### Copa de plata
|  | Semifinales    | Semifinales    | Semifinales |       |                | Copa de plata  | Copa de plata | Copa de plata |  |
|  |                |                |             |       |                |                |               |               |  |
|  |                |                |             |       |                |                |               |               |  |
|  | Fiyi           | Fiyi           | 14          |       |                |                |               |               |  |
|  | Fiyi           | Fiyi           | 14          |       |                |                |               |               |  |
|  | Estados Unidos | Estados Unidos | 24          |       |                |                |               |               |  |
|  | Estados Unidos | Estados Unidos | 24          |       | Estados Unidos | Estados Unidos | 24            |               |  |
|  |                |                |             |       | Estados Unidos | Estados Unidos | 24            |               |  |
|  |                |                | Samoa       | Samoa | 19             |                |               |               |  |
|  | Samoa          | Samoa          | Samoa       | Samoa | 19             | 21             |               |               |  |
|  | Samoa          | Samoa          |             |       |                | 21             |               |               |  |
|  | Francia        | Francia        | 19          |       |                |                |               |               |  |
|  | Francia        | Francia        | 19          |       |                |                |               |               |  |
|  |                |                |             |       |                |                |               |               |  |

### Copa de bronce
|  | Eliminatoria | Eliminatoria | Eliminatoria |           |           | Semifinales | Semifinales | Semifinales |  |           | Copa de bronce | Copa de bronce | Copa de bronce |  |
|  |              |              |              |           |           |             |             |             |  |           |                |                |                |  |
|  |              |              |              |           |           |             |             |             |  |           |                |                |                |  |
|  | Canadá       | Canadá       | 33           |           |           |             |             |             |  |           |                |                |                |  |
|  | Canadá       | Canadá       | 33           |           |           |             |             |             |  |           |                |                |                |  |
|  | Rusia        | Rusia        | 0            |           |           |             |             |             |  |           |                |                |                |  |
|  | Rusia        | Rusia        | 0            |           | Canadá    | Canadá      | 14          |             |  |           |                |                |                |  |
|  |              |              |              |           | Canadá    | Canadá      | 14          |             |  |           |                |                |                |  |
|  |              |              | Argentina    | Argentina | 15        |             |             |             |  |           |                |                |                |  |
|  | Kenia        | Kenia        | Argentina    | Argentina | 15        | 7           |             |             |  |           |                |                |                |  |
|  | Kenia        | Kenia        |              |           |           |             |             |             |  |           |                |                |                |  |
|  | Argentina    | Argentina    | 12           |           |           |             |             |             |  |           |                |                |                |  |
|  | Argentina    | Argentina    | 12           |           |           |             |             |             |  | Argentina | Argentina      | 33             |                |  |
|  |              |              |              |           |           |             |             |             |  | Argentina | Argentina      | 33             |                |  |
|  |              |              | Australia    | Australia | 12        |             |             |             |  |           |                |                |                |  |
|  | Australia    | Australia    | Australia    | Australia | 12        | 28          |             |             |  |           |                |                |                |  |
|  | Australia    | Australia    |              |           |           |             |             |             |  |           |                |                |                |  |
|  | Japón        | Japón        | 19           |           |           |             |             |             |  |           |                |                |                |  |
|  | Japón        | Japón        | 19           |           | Australia | Australia   | 14          |             |  |           |                |                |                |  |
|  |              |              |              |           | Australia | Australia   | 14          |             |  |           |                |                |                |  |
|  |              |              | Gales        | Gales     | 12        |             |             |             |  |           |                |                |                |  |
|  | Gales        | Gales        | Gales        | Gales     | 12        | 26          |             |             |  |           |                |                |                |  |
|  | Gales        | Gales        |              |           |           |             |             |             |  |           |                |                |                |  |
|  | España       | España       | 14           |           |           |             |             |             |  |           |                |                |                |  |
|  | España       | España       | 14           |           |           |             |             |             |  |           |                |                |                |  |
|  |              |              |              |           |           |             |             |             |  |           |                |                |                |  |

### Copa shield
|  | Semifinales | Semifinales | Semifinales |       |       | Copa shield | Copa shield | Copa shield |  |
|  |             |             |             |       |       |             |             |             |  |
|  |             |             |             |       |       |             |             |             |  |
|  | Rusia       | Rusia       | 15          |       |       |             |             |             |  |
|  | Rusia       | Rusia       | 15          |       |       |             |             |             |  |
|  | Kenia       | Kenia       | 7           |       |       |             |             |             |  |
|  | Kenia       | Kenia       | 7           |       | Rusia | Rusia       | 10          |             |  |
|  |             |             |             |       | Rusia | Rusia       | 10          |             |  |
|  |             |             | Japón       | Japón | 19    |             |             |             |  |
|  | Japón       | Japón       | Japón       | Japón | 19    | 26          |             |             |  |
|  | Japón       | Japón       |             |       |       | 26          |             |             |  |
|  | España      | España      | 19          |       |       |             |             |             |  |
|  | España      | España      | 19          |       |       |             |             |             |  |
|  |             |             |             |       |       |             |             |             |  |

## Posiciones finales
| Pos               | Equipo         |
| ----------------- | -------------- |
| Medalla de oro    | Sudáfrica      |
| 2                 | Escocia        |
| 3                 | Nueva Zelanda  |
| 4                 | Inglaterra     |
| Medalla de plata  | Estados Unidos |
| 6                 | Samoa          |
| 7                 | Fiyi           |
| 7                 | Francia        |
| Medalla de bronce | Argentina      |
| 10                | Australia      |
| 11                | Canadá         |
| 11                | Gales          |
| 13                | Japón          |
| 14                | Rusia          |
| 15                | España         |
| 15                | Kenia          |